# St. Margareta (Laudenbach)

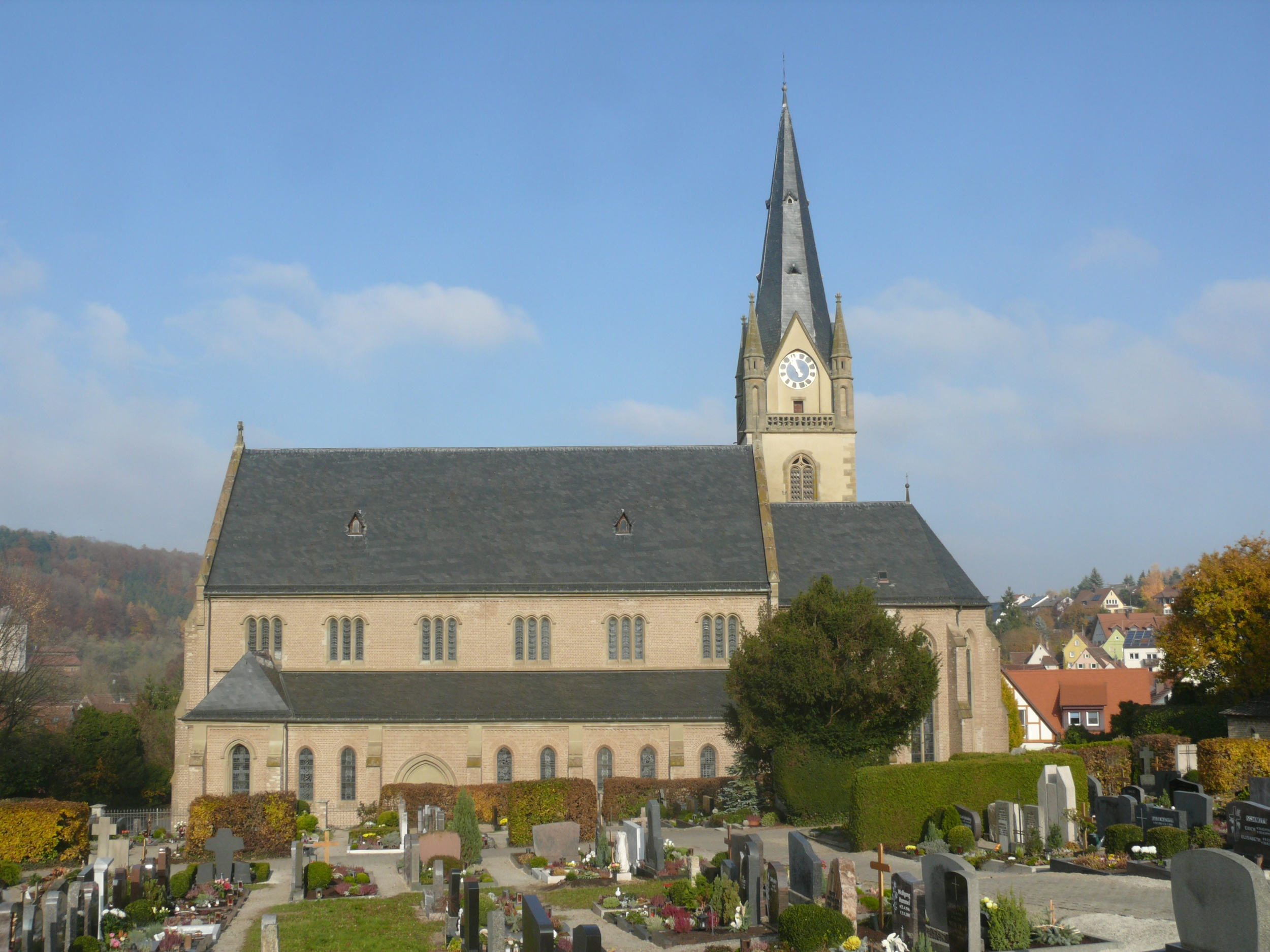
Die katholische Pfarrkirche St. Margareta in Laudenbach bei Weikersheim

Die römisch-katholische Pfarrkirche St. Margareta in Laudenbach, einem Stadtteil von Weikersheim im Main-Tauber-Kreis, wurde im Jahre 1895 errichtet und ist der heiligen Margareta von Antiochia geweiht. Es handelt sich um einen neugotischen Bau von 1895 von Architekt Ulrich Pohlhammer aus Stuttgart. Die Kirche hat einen älteren Turm von 1613. Neben der Kirche befindet sich eine Mariengrotte.
Das katholische Pfarramt in Weikersheim verwaltet heute auch die Katholiken der Creglinger Fronleichnamskirche mit. Die Kirche St. Margareta gehört zur Seelsorgeeinheit 3, die dem Dekanat Mergentheim der Diözese Rottenburg-Stuttgart zugeordnet ist. Das Bauwerk ist ein Kulturdenkmal der Stadt Weikersheim.